# Ulrik Lund Andersen
Ulrik Lund Andersen (født 1972 i Ikast) er en dansk fysiker og professor i fysik ved Institut for Fysik på Danmarks Tekniske Universitet (DTU), der forsker i kvanteoptik og kvantenetværk.
Han gik på gymnasiet på Ikast Gymnasium, og blev siden uddannet cand.scient. i fysik fra DTU i 1999. I 2003 blev han ph.d. fra DTU. Han arbejdede på Friedrich-Alexander-Universität Erlangen-Nürnberg i Tyskland fra 2003-2006, og blev herefter ansat som lektor på DTU. I 2012 blev han udnævnt som professor og sektionsleder på DTU Fysik.
Han modtog EliteForsk-prisen i 2013.